# Цеценово
Цеценово (пол. Cecenowo) — село в Польщі, у гміні Ґлувчиці Слупського повіту Поморського воєводства.
Населення — 370 осіб (2011).
У 1975-1998 роках село належало до Слупського воєводства.

## Демографія
Демографічна структура станом на 31 березня 2011 року:
|          | Загалом | Допрацездатний вік | Працездатний вік | Постпрацездатний вік |
| -------- | ------- | ------------------ | ---------------- | -------------------- |
| Чоловіки | 191     | 43                 | 131              | 17                   |
| Жінки    | 179     | 42                 | 97               | 40                   |
| Разом    | 370     | 85                 | 228              | 57                   |